# Paolo Barison
Paolo Barison (Vittorio Veneto, Provincia de Treviso, Italia, 23 de junio de 1936 - Andora, Provincia de Savona, Italia, 17 de abril de 1979) fue un futbolista y director técnico italiano. Se desempeñaba en la posición de centrocampista.

## Selección nacional
Fue internacional con la selección de fútbol de Italia en 9 ocasiones y marcó 6 goles. Debutó el 28 de febrero de 1959, en un encuentro ante la selección de España que finalizó con marcador de 1-1.

### Participaciones en la Copa del Mundo
| Mundial                        | Sede       | Resultado    |
| ------------------------------ | ---------- | ------------ |
| Copa Mundial de Fútbol de 1966 | Inglaterra | Primera fase |

## Clubes

### Como futbolista
| Club                   | País   | Año       |
| ---------------------- | ------ | --------- |
| Calcio Vittorio Veneto | Italia | 1953-1954 |
| Unione Venezia         | Italia | 1954-1957 |
| Genoa C. F. C.         | Italia | 1957-1960 |
| A. C. Milan            | Italia | 1960-1963 |
| U. C. Sampdoria        | Italia | 1963-1965 |
| A. S. Roma             | Italia | 1965-1967 |
| SSC Napoli             | Italia | 1967-1970 |
| Ternana Calcio         | Italia | 1970-1971 |
| Bellaria Igea Marina   | Italia | 1971-1972 |
| Toronto Metros         | Canadá | 1972      |
| Levante Genova         | Italia | 1973-1974 |

### Como entrenador
| Club              | País   | Año       |
| ----------------- | ------ | --------- |
| A. C. Milan       | Italia | 1976      |
| Aurora Pro Patria | Italia | 1977-1978 |

## Palmarés

### Campeonatos nacionales
| Título  | Club        | País   | Año     |
| ------- | ----------- | ------ | ------- |
| Serie A | A. C. Milan | Italia | 1961-62 |

### Copas internacionales
| Título            | Club        | País   | Año     |
| ----------------- | ----------- | ------ | ------- |
| Liga de Campeones | A. C. Milan | Italia | 1962-63 |